# Stronalsit
Stronalsit (IMA-Symbol Sns) ist ein sehr selten vorkommendes Mineral aus der Mineralklasse der „Silikate und Germanate“ mit der chemischen Zusammensetzung SrNa2[Al4Si4O16] und damit chemisch gesehen ein Strontium-Natrium-Alumosilikat und das Strontium-Analogon zu Banalsit (BaNa2[Al4Si4O16]). Strukturell gehört Stronalsit zu den Gerüstsilikaten.
Stronalsit kristallisiert im orthorhombischen Kristallsystem und entwickelt weiß durchscheinende (in dünnen Schichten auch farblose), kurzprismatische Kristalle bis etwa einem Millimeter Länge, die oftmals blockförmige Aggregate bilden.

## Etymologie und Geschichte
Der Name Stronalsit ist ein Akronym, gebildet aus den Hauptkomponenten der an der Verbindung beteiligten chemischen Elemente Strontium (Sr), Natrium (Na), Aluminium (Al) und Silicium (Si).
Erstmals entdeckt wurde das Mineral 1983 im „Tanaka Steinbruch“ in Kōchi in Japan und beschrieben durch Hidemichi Hori, Izumi Nakai, Kozo Nagashima, Satoshi Matsubara und Akira Kato. Als eigenständiges Mineral anerkannt wurde es von der International Mineralogical Association (IMA) noch im Jahr der Entdeckung unter der internen Eingangsnummer IMA 1983-016.

## Klassifikation
Da der Stronalsit erst 1983 als eigenständiges Mineral anerkannt wurde, ist er in der seit 1977 veralteten 8. Auflage der Mineralsystematik nach Strunz noch nicht verzeichnet.
Im zuletzt 2018 überarbeiteten und aktualisierten Lapis-Mineralienverzeichnis nach Stefan Weiß, das sich aus Rücksicht auf private Sammler und institutionelle Sammlungen noch nach dieser alten Form der Systematik von Karl Hugo Strunz richtet, erhielt das Mineral die System- und Mineral-Nr. VIII/J.07-90. In der „Lapis-Systematik“ entspricht dies der Klasse der „Silikate und Germanate“ und dort der Abteilung „Gerüstsilikate“, wo Stronalsit zusammen mit Albit, Andesin, Anorthit, Anorthoklas, Banalsit, Bytownit, Dmisteinbergit, Filatovit, Kumdykolit, Labradorit, Liebermannit, Lingunit, Oligoklas Stöfflerit und Svyatoslavit die unbenannte Untergruppe VIII/J.07 innerhalb der Feldspat-Familie bildet.
Die von der IMA zuletzt 2009 aktualisierte 9. Auflage der Strunz’schen Mineralsystematik ordnet den Stronalsit ebenfalls in die neu definierte Abteilung der „Gerüstsilikate (Tektosilikate) ohne zeolithisches H2O“ ein. Diese ist zudem weiter unterteilt nach der möglichen Anwesenheit weiterer Anionen, so dass das Mineral entsprechend seiner Zusammensetzung in der Unterabteilung „Gerüstsilikate (Tektosilikate) ohne zusätzliche Anionen“ zu finden ist, wo es als Namensgeber die „Stronalsitgruppe“ mit der System-Nr. 9.FA.60 und dem einzigen weiteren Mitglied Banalsit bildet.
Auch die Systematik der Minerale nach Dana ordnet den Stronalsit in die Klasse der „Silikate und Germanate“ und dort in die Abteilung der „Gerüstsilikate mit Al-Si-Gitter“. Hier ist er zusammen mit Banalsit, Lisetit und Svyatoslavit in der „Banalsitgruppe“ mit der System-Nr. 76.01.06 innerhalb der Unterabteilung „Mit Al-Si-Gitter“ zu finden.

## Kristallstruktur
Stronalsit kristallisiert orthorhombisch in der Raumgruppe Ibam (Raumgruppen-Nr. 72) mit den Gitterparametern a = 8,42 Å; b = 9,90 Å und c = 16,73 Å sowie 4 Formeleinheiten pro Elementarzelle.

## Bildung und Fundorte
Stronalsit bildet sich in Form kleiner Äderchen in Xenolithen von ultrabasischen Tuffen. Begleitminerale sind unter anderem Slawsonit und Pektolith.
Außer an seiner Typlokalität im „Tanaka Steinbruch“ auf Shikoku konnte das Mineral in Japan noch bei Itoigawa und am Ōsa (Okayama) auf Honshū gefunden werden. Des Weiteren fand sich Stronalsit unter anderem noch in ultramafischen Gesteinen bei Sääskilampi (Gemeinde Ranua) im Norden Finnlands, in den Karbonatiten am Prairie Lake in der kanadischen Provinz Ontario, Tawmaw (auch Tawhmaw oder Taw Maw) bei Hpakant im Kachin-Staat von Myanmar, im Steinbruch Mikkelvik bei Karlsøy in Norwegen, im Zhidoiskii-Massiv der Oblast Irkutsk und den Chibinen auf der Halbinsel Kola in Russland sowie im Pilansberg Komplex bei Rustenburg in Südafrika.
Nicht gesichert ist ein Fundort auf Fuerteventura in Spanien.